# 斬馬刀
斬馬刀（ざんばとう：中国語: 斬馬刀、満州語：sacimri loho）とは、中国で用いられていた長柄武器、もしくはその名で通称された大型の刀剣である。
また、近年では創作物の影響で日本刀の一種である「大太刀」がこれと混同される事が多い（後述）。

## 歴史

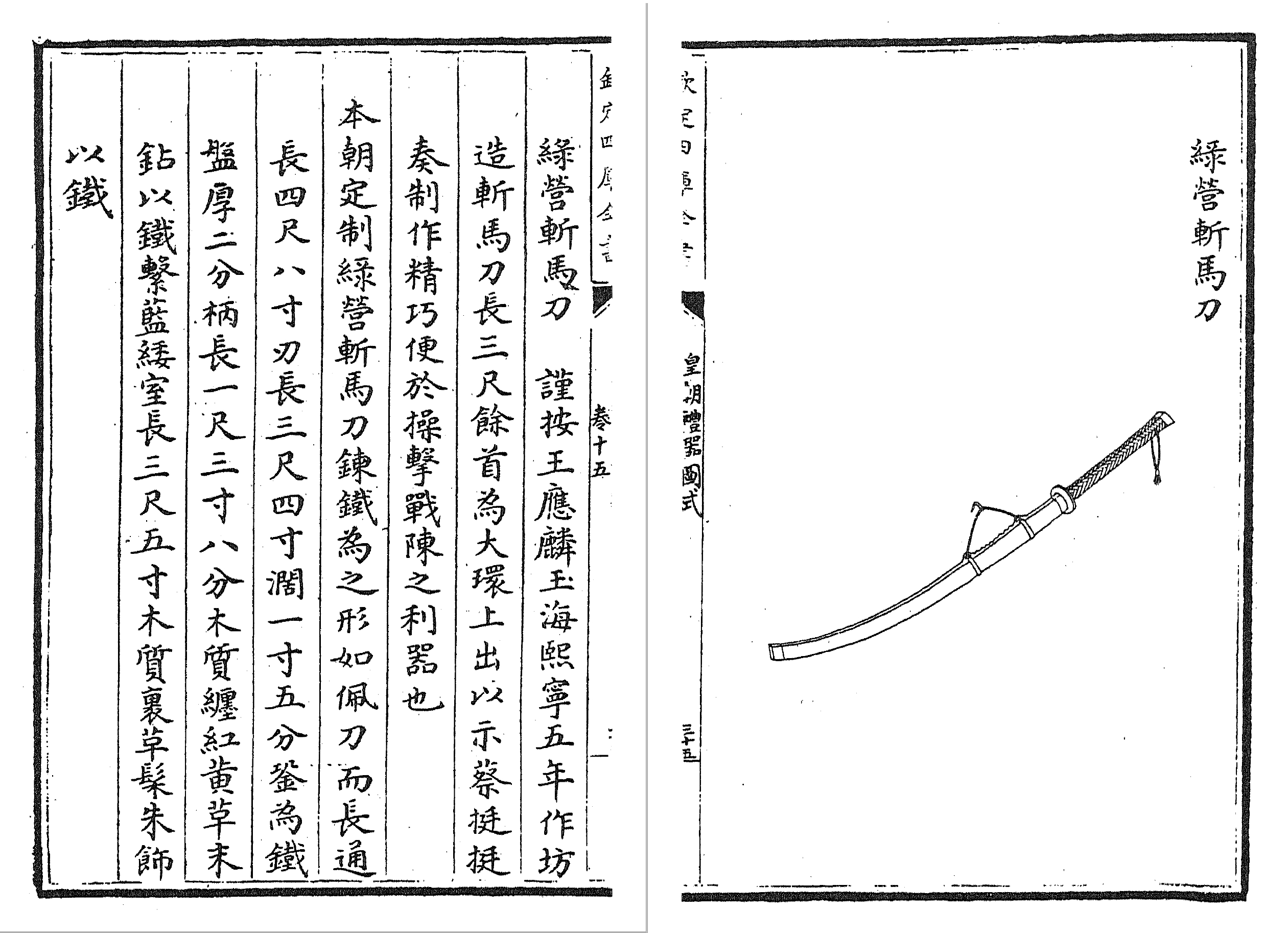
綠營斬馬刀

前漢時代には「斬馬剣（中国語: 斬馬劍）」と呼ばれる長柄武器が存在していることが文献に残されている。これは長寸の両刃の剣に長い柄を付けたもので、『漢書』にもこの名を持つ刀剣が登場している。漢代において皇帝の権力（王権）の象徴であった「尚方宝剣（尚方寶劍）」もこの斬馬剣の様式であったと伝えられている。
唐の時代には更に長い柄に身幅の広い片刃の刀身を取り付けたものに発展し、「大刀」と呼ばれるようになった。大刀は身巾が広く刀身が比較的短いものと、身巾はそれほどでもないが刀身の長いものとに分岐して発展し、後者は「眉尖刀」と呼ばれるようになった。これら「大刀」や「眉尖刀」は斬馬剣と同様に騎馬兵と戦うためにも用いられた。唐代には長くほとんど反りのない片刃、もしくは両刃の刀身に両手で持つに十分な長さの柄があるものが「陌刀」の名で用いられ、これも騎馬兵と戦うために用いられた。
これらの長柄武器、もしくは大型・長寸の刀は、時代が下って宋代の頃には、「斬馬剣」に倣って「斬馬刀」と通称されることが一般的となった。

明代に中国沿岸に来襲した倭寇は明の軍隊が用いるものよりも遥かに長い片刃の刀を使って明軍を苦戦させた、と明の将軍である戚継光が『紀効新書』に記載しており、また豊臣秀吉の朝鮮出兵の際には日本軍が柄の長い長尺の刀で明軍の騎兵を苦戦させた、と記録されており、李氏朝鮮議政府の領議政（首相）であった柳成龍は、後に著書『懲毖録』の中で、碧蹄館の戦いにおいて明の将軍李如松率いる明軍騎兵が日本軍の長尺の刀で人馬ともに易々と斬り捨てられたことを記している。これらは日本の野太刀や長巻であったと推測される。

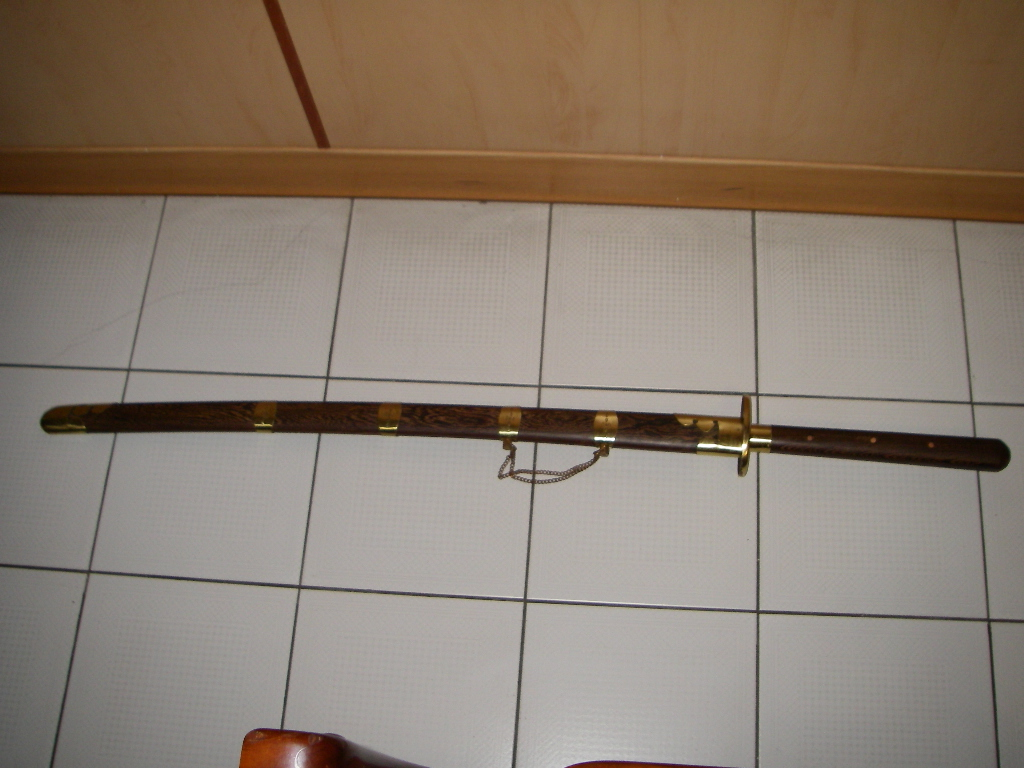
明の苗刀
（現代に製造された模造品）

この「倭の長く威力の大きい刀」は明の軍備に採り入れられ、日本より鹵獲、または交易を通じて入手されたもの、及び模倣して明で作られたものは「苗刀」と呼ばれて北虜（北方騎馬民族（モンゴル）との戦いの際に対騎馬用の武器として用いられ、これも「斬馬刀」と通称された。
これらの斬馬剣及び「斬馬刀」は、中国においては前漢の時代から明代に入って歩兵用の火器（火縄銃）が歩兵の主力装備となるまでは長らく用いられ、広く銃が用いられるようになっても連射のできない銃兵を騎馬突撃から援護するものとしては、清代となって刺刀（中国語で「銃剣」の意）が普及するまでは使われていた。20世紀初頭、義和団の乱に際しても義和団の中に「斬馬刀」を用いている者がいたことが記録されている。

## 実用
斬馬剣、もしくは大刀及び眉尖刀、陌刀共に、矛や戟などの長柄武器に近いものであり、騎馬上から敵騎馬めがけての突きや切り払い、または馬上から歩兵に向けての突きや切り払いを行うものとして用いられた。下馬した際、もしくは歩兵が用いた際も地面から騎馬を狙い、突きや切り払いをするものとして扱った。
陌刀は唐の軍隊において横列に並んだ歩兵が膝をついた低い位置で前上方に突き出すように構え、いわゆる“槍衾”と同様のものを作って敵騎馬の突撃を防ぎ、歩兵の隊列の後方から弓を構える兵を守ると共にこの“刀衾”によって足を止めた騎馬隊を猛射する、という陣形を取っていたことが文献に記載されている。また、明の将軍、戚継光の著した『練兵実記』には、騎馬兵に対する有効な戦術として、倭刀（及び、それを模倣した「苗刀」）により馬の頭や足を斬り付けることが記されている。
“斬馬”刀、という言葉から、馬を丸ごと斬ることができる強力な斬力のある代物であると想像されることが多く、特にフィクションにおける表現などでは馬の胴体または首部と騎者を諸共に斬る豪快なイメージが描かれるが、実際にはそこまでの威力のあるものではなく、長い刀身と柄を持つことによるリーチの長さを生かして、馬と騎者からの攻撃を避けつつ、騎者を落馬させるか、足を狙って馬を潰すことが現実の戦闘での使用法であった。とはいえ、大きく重い刀身を、片手で振る通常の刀や剣よりは遥かに大きい攻撃力があり、例え十分な防御力のある甲冑等を着用している相手であっても、斬撃を与えることができれば、斬ることができなくても重度の打撲や骨折を負わせることのできる強力な手持ち武器であったであろうことは確かであると考えられている。

## 大太刀との混同
日本刀の中でも長大なものである「大太刀」もしくは「野太刀」を指して「斬馬刀（ざんばとう）」と呼称される事がある。
中国と日本における刀剣の発展史を比較すると、中国大陸における斬馬刀（剣）は、日本の大太刀（野太刀）とそれが発展したものである中巻野太刀、更にその発展形である長巻との類似性が見られるが、前述の明代における「苗刀」に倭寇を通じた日本の影響を見ることができる他には直接的な関連性はなく、中国大陸で用いられていた「斬馬刀（剣）」と呼ばれる武器と日本の大太刀とは根本的に別の武具である。
このような混同の原因は、近年の漫画等の創作物が発端だと考えられており、「斬馬刀」もしくは「斬馬剣」という名称の武器が登場する創作作品はいくつかあるが、いずれも中国における「斬馬刀（剣）」とは異なる、創作上のデザイン、もしくは大太刀の異称としての存在である。